# Renate Kretschmar-Fischer
Renate Kretschmar-Fischer (* 1. Juni 1925 in Lüdenscheid; † 4. September 2016 in Hamburg) war eine deutsche Pianistin und Klavierprofessorin an der Hochschule für Musik Detmold.

## Leben
Renate Kretschmar-Fischer studierte nach dem Krieg zunächst Medizin in Greifswald und dann Musik an der damaligen Nordwestdeutschen Musikakademie Detmold, der heutigen Hochschule für Musik Detmold. In der Meisterklasse von Prof. Conrad Hansen wurde sie zur Pianistin ausgebildet. Sie war mehrjährige Stipendiatin der Music-Summer-School in Bryanston in England, wo Artur Schnabel, Monique Haas, George Enescu, Nadia Boulanger und Igor Strawinsky lehrten.
Nach ihren Examina konzertierte Renate Kretschmar-Fischer als Solistin, Kammermusikpartnerin und Liedbegleiterin und wurde mit einer Professur für das künstlerische Hauptfach Klavier an die Hochschule für Musik Detmold berufen. In ihrer über 40-jährigen Tätigkeit an dieser Hochschule unterrichtete sie junge Pianisten und Pianistinnen aus zahlreichen Ländern, zum Beispiel Birgitta Wollenweber, Peter Kreutz, Christian Köhn, Matthias Kirschnereit, Heidrun Holtmann, Stephan Imorde, Babette Dorn, Constantin Alex, Beatrice Berthold, Caroline Weichert, Volker Banfield und Silke-Thora Matthies, von denen viele mittlerweile selbst als Professoren lehren. Sie zählte damit zu den führenden Klavierpädagogen unserer Zeit, war Jurymitglied zahlreicher nationaler und internationaler Wettbewerbe und leitete Meisterkurse in Europa und Japan. Sie gehörte dem Ehrenpräsidium der internationalen Chopin-Gesellschaft an.
Renate Kretschmar-Fischer war mit dem Konzert- und Oratoriensänger Helmut Kretschmar verheiratet.